# ゲオルク・ヨーゼフ・カメル
ゲオルク・ヨーゼフ・カメル（Georg Joseph Kamel、1661年4月21日 – 1706年5月2日）は現在のチェコ、当時ボヘミア王国のブルノ生まれの、宣教師、植物学者である。フィリピンの植物の情報をヨーロッパにもたらした。
ブルノに生まれ、1682年にイエズス会徒になり、1683年にマリアナ諸島に派遣され、1688年にフィリピンに派遣された。マニラにフィリピン最初の薬局を設けて、貧しい住民に薬を無料で配布した。
マニラに建てられていた中国人の庭園などで栽培した植物を主にロンドンの植物学者、ジョン・レイや植物の収集家、ジェイムズ・ペティヴァーらに送った。『フィリピン、ルソン島の薬草』（Herbarium aliarumque stirpium in insula Luzone Philippinarum）として出版され、フィリピンの植物を記録した最初の書物となった。 
カメルの最初の図版を載せた船は海賊に襲われ、図版は失われたが、ジョン・レイの著書、『植物誌』("Historia Plantarum")の3巻の付録として出版され、ジェイムズ・ペティヴァーはつる植物について、王立協会の『フィロソフィカル・トランザクションズ』に記事を寄稿した。
カメルがヨーロッパに報告した植物の中には、薬理作用があるStrychnos ignatia（イグナチア子、呂宋果）などがある。鳥類にも興味を示し、フィリピンの鳥類に関する、ヨーロッパ初の報告、"Observationes de Avibus Philippensibus"も発表した。カメルはマニラで没した。カメルの記録の大部分は大英博物館に保存されている。
リンネが、ツバキ属の学名Camelliaに、カメルの名を命名した。

## おもな著作

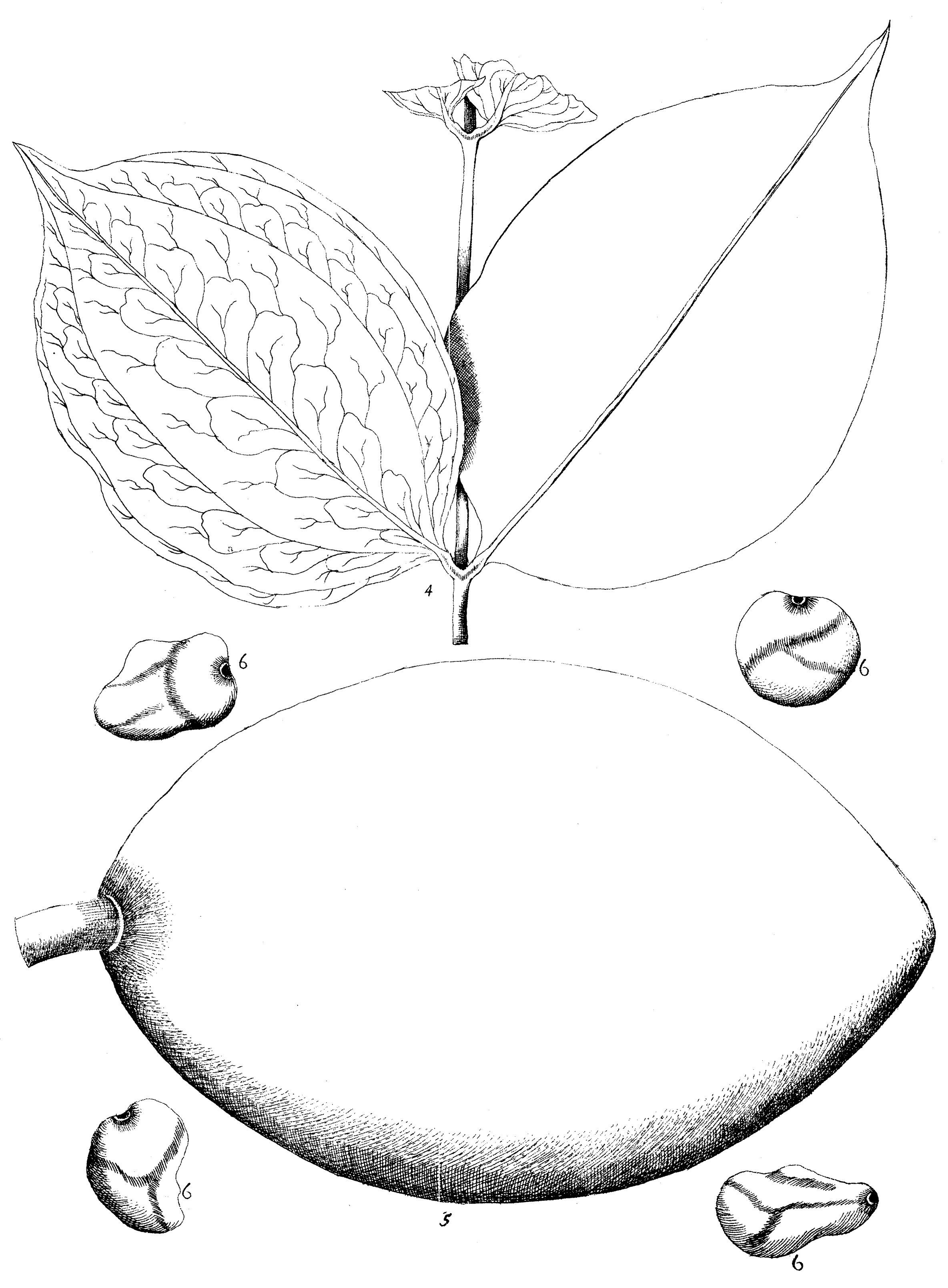
1699のStrychnos ignatiiのカメルのスケッチ

- "Herbarium aliarumque stirpium in insula Luzone Pilippinarum primaria nascentium Syllabus" or "Overview of plants and shrubs growing on Luzon"
- "Hortus indicus"
- "Descriptiones fructicum et arborum Luzonis… "
- "Observationes de Avibus Philippensibus" - (1702) Philosophical Transactions of the Royal Society]